# 美術著作権協会
一般社団法人美術著作権協会（びじゅつちょさくけんきょうかい、Société pour la Protection des Droits Artistiques）は、かつて存在したパブロ・ピカソ、アンリ・マティスの日本に於ける著作権管理団体。略称＝SPDA。
以前は海外の17の著作権管理団体の日本代理として管理業務を行っていた。

## 沿革
- 1952年（昭和27年） - 株式会社フランス著作権事務所設立
- 1992年（平成4年） - 美術著作権協会（略称SPDA）設立
- 2002年（平成14年） - 有限責任中間法人の法人格を取得
- 2009年（平成21年）- 一般社団法人の法人格及び文化庁登録団体・著作権等管理事業者第02017号を取得
- 2012年（平成24年） - 一般社団法人日本美術家連盟の有志3名と美術著作権協会の有志3名が発起人となり一般社団法人日本美術著作権協会（英文略称：JASPAR）を設立。ピカソ、マティスはSPDAが代行、その他の著名海外美術家のほとんど全ての著作権管理業務をJASPARが行うことになる。
- 2013年（平成25年） - 事務所を中央区銀座から文京区本郷へ移転